# Il gastronomo
Il Gastronomo fu una rivista trimestrale di enogastronomia fondata nel 1956 da Luigi Veronelli. Lo stesso giornalista scrittore spiega la genesi del progetto sul numero di Panorama del gennaio 1981: “Quando, 1956, pubblicai, alcuni mesi dopo Il Pensiero rivista di filosofia teoretica, Il Gastronomo rivista di gastronomia, non ebbi il minimo imbarazzo. Che è la gastronomia, infatti? Un atto del giudizio, teso a separare, nel campo degli alimenti ciò ch’è buono da ciò che buono non è”. Obiettivo principale della pubblicazione era quello di valorizzare, proteggere e promuovere la viticoltura di qualità e la produzione agricola regionale italiana, attraverso l’analisi delle dinamiche insite nelle politiche agricole e industriali nazionali e la scoperta, divulgazione e catalogazione dei prodotti autentici, vessilli di biodiversità, che l’autore ridenominò “giacimenti gastronomici” 